# Abrahamitiska religionernas hem
Abrahamitiska religionernas hem eller Abrahamic Family House (arabiska: بيت العائلة الإبراهيمية), är ett interreligiöst komplex i Abu Dhabi, där de tre abrahamitiska religionerna, islam, judendom och kristendom är representerade. Komplexet började byggas 2019 och invigdes 2023.